# S.T.A.L.K.E.R. 2: Heart of Chornobyl
S.T.A.L.K.E.R. 2: Heart of Chornobyl  este un joc de calculator de genul first person shooter cu lume deschisă, dezvoltat de compania ucraineană GSC Game World pentru Microsoft Windows și Xbox Series X/S. Ar trebui să fie următorul joc din seria S.T.A.L.K.E.R. Ca și în părțile anterioare ale seriei, acțiunea din S.T.A.L.K.E.R. 2: Heart of Chornobyl se desfășoară în zona de excludere a centralei nucleare de la Cernobîl, unde aventurieri-„stalkers” se infiltrează în căutarea unor artefacte fantastice, dar se confruntă cu mutanți, anomalii și alte pericole. Este planificat ca jocul să combine elemente din genurile first person shooter, survival horror și immersive sim , precum și să ofere o lume vastă deschisă de explorat.
Jocul a fost anunțat inițial în 2010 și urma să fie lansat în 2012, dar acel proiect inițial a fost anulat și echipa de dezvoltare s-a desființat.
În 2018, GSC Game World a anunțat reluarea dezvoltării. Lansarea jocului este programată in 2023 pe Xbox Series X/S și PC.